# Timbou
Timbou est une petite ville du Togo.

## Géographie
Situé dans la région des Savanes, le canton deTimbou est à 21 km au nord de Dapaong, et à 15 km de Cinkassé à la frontière avec le Burkina. La localisation de Timbou sur cette carte à droite est totalement fausse.

## Démographie
Au dernier recensement général de la population et de l'habitat du (RGPH) de novembre 2010, Timbou comptait 6 023 hab avec une densité de 147 hab/km2.
Sur le plan ethnique, la population est composée de Yanga (variante du mossi), de Moba, de Bissa, et de Peulh sédentarisés. La cohabitation est pacifique.
Sur le plan religieux, les populations de Timbou sont majoritairement musulmane et animiste avec les confessions chrétiennes catholiques et protestantes

## Vie économique
- Puits artésien
- Coopérative paysanne

L'économie est essentiellement agricole, avec quelques commerces disparates, et un marché qui a lieu les mercredi et samedi.
Les coopératives agricoles se développement ces dernières années avec le développement des cultures maraichères.

## Établissements publics
- Créée en 1949, l'École primaire de Timbou est l'une des plus anciennes de la région des Savanes.
- Son Collège est créé dans les années 1970. Il est réputé pour la qualité et la rigueur de l'enseignement.
- Dernière en date, le lycée de Timbou qui regroupe aussi désormais le collège a un effectif dépassant les 1500 élèves. En cinq ans, elle est passée du statut d'une école d'initiative locale à un établissement public. Le lycée dispose depuis octobre 2018, d'une salle de formation à l'informatique, équipée de 20 ordinateurs reconditionnés fonctionnant sous Emmabuntüs fournis par l'A.S.I. YovoTogo[1].

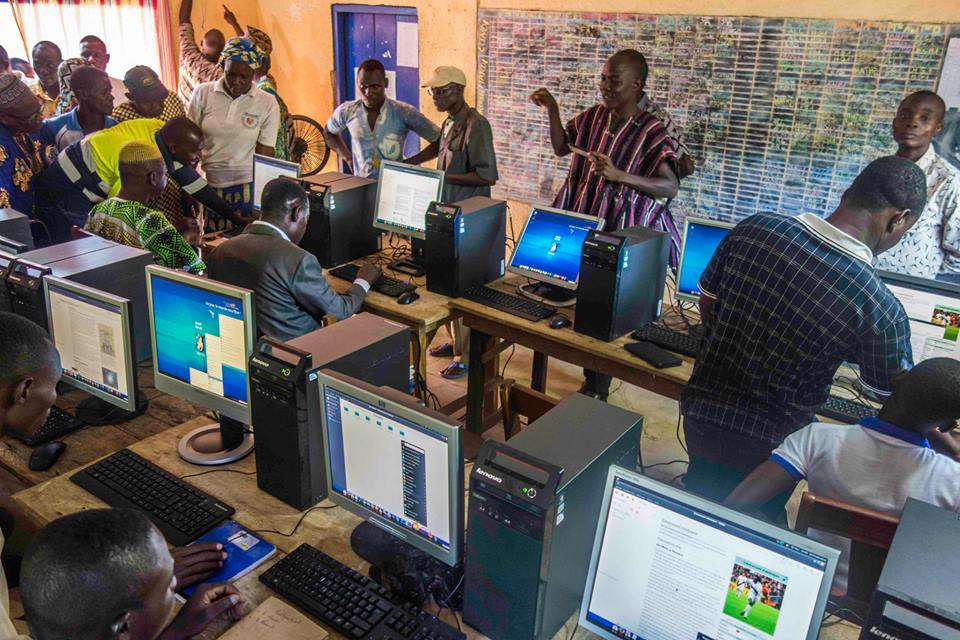
Inauguration de la salle informatique composée de 20 ordinateurs reconditionnés sous Emmabuntüs.